# Giovanni Gaia
Giovanni Gaia (all'anagrafe Giovanni Felice Gaia) (Casale Monferrato, 20 novembre 1900 – Biella, 22 febbraio 1956) è stato un calciatore e giornalista italiano, di ruolo attaccante.

## Carriera
Nacque a Terranova Monferrato (frazione del comune di Casale Monferrato) nel 1900. Di ruolo centromediano, secondo un articolo pubblicato da Il Biellese il 24 aprile 1928, cominciò la carriera di calciatore nel 1919 tra i liberi di Alessandria. Secondo un articolo della stessa testata pubblicato il 24 febbraio 1956, la sua carriera cominciò entrando a far parte dei ragazzi del Casale insieme a Caligaris, per poi trasferirsi nel 1920 al Savona dove militò fino alla stagione 1922-1923 debuttando nella massima serie. Nella sua ultima stagione con i liguri disputò 18 gare nel campionato di Prima Divisione 1922-1923. Nella stagione 1923-1924 si trasferì al Savoia di Torre Annunziata, di cui fu anche trainer e capitano. Nel biennio trascorso in massima serie con gli oplontini, collezionò 32 presenze ed una rete. Fu campione dell'Italia Centromeridionale e vicecampione d'Italia nel 1924.
Nel 1925-26 Gaia si trasferì al FIAT disputando il campionato di Seconda Divisione. Nel 1926 fu ingaggiato dalla Biellese con cui, schierato nel ruolo di centrosostegno, conquistò al termine della stagione 1927-1928 la promozione in Divisione Nazionale, la massima serie dell'epoca. Nella stagione 1928-1929 disputò il campionato di massima serie con la Biellese che non riuscì però a qualificarsi al primo campionato di Serie A a girone unico venendo declassata in Serie B. Gaia disputò con la Biellese anche il campionato cadetto successivo conclusosi con la retrocessione in terza serie. Disputò anche la stagione 1930-1931 in Prima Divisione con la Biellese, l'ultima da titolare. Nell'estate 1931 la società rischiò di non iscriversi al campionato e perse di conseguenza molti dei suoi giocatori che avevano chiesto di essere messi in lista di trasferimento. Gaia decise di rimanere, ma era ormai a fine carriera: nella stagione 1931-1932 non disputò nemmeno una partita ufficiale. Tornò in campo, «dopo l'assenza di un anno», il 16 ottobre 1932 nella partita contro la seconda squadra del Torino valida per la terza giornata del campionato di Prima Divisione 1932-1933. Dopo aver disputato quattro partite consecutive, l'ultima delle quali il 13 novembre 1932 contro la Trevigliese (sesta giornata), non scese più in campo per il resto della stagione, al termine della quale si ritirò definitivamente.
Il periodico Il popolo biellese del 23 luglio 1936 riportò la notizia che Giovanni Gaia, «di cui è noto il brillante passato di calciatore», fu nominato vicecommissario biellese della Federazione Ciclistica Italiana. Nel frattempo Giovanni Gaia intraprese la carriera di giornalista sportivo firmando i suoi articoli, che vennero pubblicati sul periodico Il Biellese, con lo pseudonimo di Giga. Il 22 febbraio 1956 si spense, stroncato da «un male che non perdona» (eufemismo per cancro o tumore), all'ospedale di Biella all'età di 55 anni. Il periodico Corriere biellese del 23 febbraio 1956 riportò che fu un atleta e successivamente un giornalista sportivo molto legato alla Biellese e che portò il suo contribuito in tutti i campi dello sport, soprattutto nel ciclismo.

## Statistiche

### Presenze e reti nei club
| Stagione        | Squadra         | Campionato      | Campionato | Campionato | Coppe nazionali | Coppe nazionali | Coppe nazionali | Altre coppe | Altre coppe | Altre coppe | Totale | Totale |
| Stagione        | Squadra         | Comp            | Pres       | Reti       | Comp            | Pres            | Reti            | Comp        | Pres        | Reti        | Pres   | Reti   |
| --------------- | --------------- | --------------- | ---------- | ---------- | --------------- | --------------- | --------------- | ----------- | ----------- | ----------- | ------ | ------ |
| 1919-1920       | Savona          | PC              | 0          | 0          |                 |                 |                 |             |             |             | 0      | 0      |
| 1920-1921       | Savona          | PC              | ?          | ?          |                 |                 |                 |             |             |             | ?      | ?      |
| 1921-1922       | Savona          | PD              | ?          | ?          |                 |                 |                 |             |             |             | ?      | ?      |
| 1922-1923       | Savona          | PD              | 18         | 2          |                 |                 |                 |             |             |             | 18     | 2      |
| Totale Savona   | Totale Savona   | Totale Savona   | 18+        | 2+         |                 |                 |                 |             |             |             | 32     | 1      |
| 1923-1924       | Savoia          | PD              | 20         | 0          |                 |                 |                 |             |             |             | 20     | 0      |
| 1924-1925       | Savoia          | PD              | 12         | 1          |                 |                 |                 |             |             |             | 12     | 1      |
| Totale Savoia   | Totale Savoia   | Totale Savoia   | 32         | 1          |                 |                 |                 |             |             |             | 32     | 1      |
| 1925-1926       | FIAT            | SD              | ?          | ?          |                 |                 |                 |             |             |             | ?      | ?      |
| 1926-1927       | Biellese        | PD              | 18         | 0          |                 |                 |                 |             |             |             | ?      | ?      |
| 1927-1928       | Biellese        | PD              | 24         | 0          |                 |                 |                 |             |             |             | ?      | ?      |
| 1928-1929       | Biellese        | DN              | 27         | 3          |                 |                 |                 |             |             |             | 27     | 3      |
| 1929-1930       | Biellese        | B               | 13         | 0          |                 |                 |                 |             |             |             | 13     | 0      |
| 1930-1931       | Biellese        | PD              | 24         | 1          |                 |                 |                 |             |             |             | ?      | ?      |
| 1931-1932       | Biellese        | PD              | -          | -          |                 |                 |                 |             |             |             | ?      | ?      |
| 1932-1933       | Biellese        | PD              | 4          | 0          |                 |                 |                 |             |             |             | ?      | ?      |
| Totale Biellese | Totale Biellese | Totale Biellese | 110        | 4          |                 |                 |                 |             |             |             | 110+   | 4+     |

## Palmarès

### Club

#### Competizioni nazionali
- Campione dell'Italia Centro Meridionale: 1

Savoia: 1923-1924

#### Competizioni regionali
- Campione Campano: 2

Savoia: 1923-1924, 1924-1925